# Île Hindmarsh
Pour les articles homonymes, voir Hindmarsh.
L’Île Hindmarsh (en aborigène : Kumerangk) est une île située à l'embouchure du fleuve Murray en Australie-Méridionale.
Le premier européen à l'explorer a été le capitaine Charles Sturt en 1830. Elle doit son nom à John Hindmarsh, premier gouverneur d'Australie-Méridionale.
C'est une destination touristique, dont la population a augmenté depuis l'ouverture du pont à piliers-redondants en 2001 qui la relie à Goolwa. L'île se trouve à 100 km au Sud-Est d'Adélaïde.

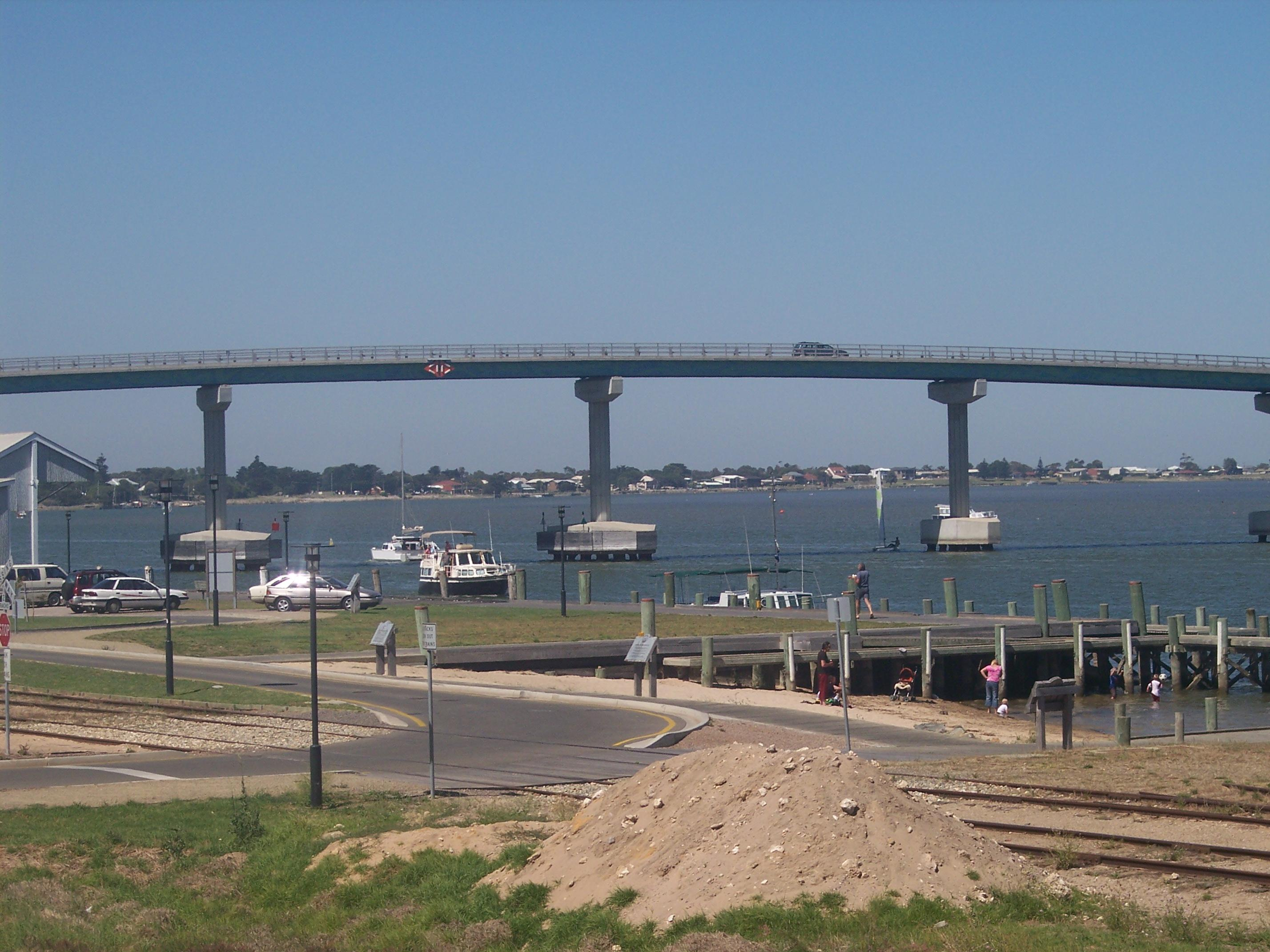
Le pont d'Hindmarsh Island

L'île a une superficie de 45,5 km2, une longueur de 14,7 km sur une largeur de 6,5 km.